# Роберт (граф Клермон-ан-Бовезі)
Роберт Клермон (фр. Robert de Clermont; бл. 1256 — 7 лютого 1317) — граф Клермон-ан-Бовезі, граф-співправитель Шароле, сеньйор-співправитель Бурбону та Сен-Жусту, королівський камергер. Засновник династії Бурбон.

## Життєпис
Походив з династії Капетингів. Шостий син Людовика IX (короля Франції) та його дружини Маргарити Прованської. Народився близько 1256 року. У 1269 році отримав в якості апанажу графство Клермон-ан-Бовези і сеньйорії Крейл-сюр-Уаз й Сассо-ле-Гран.
У 1270 році він був заручений з Марією, дочкою і спадкоємицею Гвідо IV (віконта Ліможу). Втім 1272 року одружився з Беатрисою, спадкоємицею графства Шароле та  Бурбонської сеньйорії. В 1279 році під час лицарського турніру в Парижі отримав ушкодження голови, внаслідок чого залишався душевно хворим до кінця життя. Внаслідок цього не брав активної участі у політичному житті. 1283 року визнаний спадкоємцем сеньйорії Бурбон. 1287 року став співправителем своєї дружини в графстві Шароле та сеньорії Бурбон.
З часом психічні напади стали ставати все частіше. Втім в часи просвітлення брав участь в засіданнях королівської ради. В 1316 році після смерті Людовика X підтримав іншого небожа Філіппа (графа Пуатьє) як регента королівства. Помер Роберт 7 лютого 1317 року. Його володіння успадкував старший син Людовик.

## Родина
Дружина Беатриса (сеньйора Бурбону) (1257 — 1 жовтня 1310) — графиня Шароле, сеньйора Бурбону та Сен-Жусту. Дочка Іоанна I (графа Шароле) та його дружини Агнеси (сеньйори Бурбону). Вийшла заміж за Роберта в 1272 році.
Діти:
- Людовик (1279—1341) — 1-й герцог Бурбону.
- Бланка (1281—1304) — дружина Роберта VII, графа Овернського і Булонського.
- Іоанн (1283—1316) — граф Шароле.
- Марія (1285—1372) — абатиса Пуассі.
- П'єр (1287—1330) — архідиякон Паризький.
- Маргарита (1289—1309) — дружина Іоанна I, маркграфа Намюрського. Померла через півроку після весілля.